# Lancaster City Water Polo
El Lancaster City Water Polo es un club de waterpolo inglés con sede en la ciudad de Lancaster.

## Historia
El club fue creado en 1889. 

## Palmarés
- 8 veces campeón del campeonato británico de waterpolo masculino (1999, 2000, 2003, 2004, 2005, 2006, 2007, 2009)
- 11 veces campeón de la liga Nacional británica de waterpolo masculino (1996, 1998, 1999, 2000, 2002, 2003, 2004, 2005, 2006, 2008, 2009)